# Wangen (Waidhofen)
Wangen ist ein Dorf und ein Gemeindeteil der Gemeinde Waidhofen im oberbayerischen Landkreis Neuburg-Schrobenhausen.

## Lage
Die früher selbstständige Gemeinde Wangen liegt drei Kilometer nordöstlich von Waidhofen an der Paar inmitten der Hallertau in der Planungsregion Ingolstadt. Die Orte Gröbern, Haid a.Rain, Kaifeck, Laag und Mergertsmühle (Hackelhof) gehörten zur früheren Gemeinde und bilden gemeinsam die Gemarkung Wangen.

## Geschichte
Im Zuge der Verwaltungsreformen in Bayern entstand mit dem Gemeindeedikt von 1818 die Gemeinde Wangen. Auf dem Einödhof Hinterkaifeck (damals Gemeinde Wangen) wurden 1922 alle sechs Bewohner ermordet; der Fall ist bis heute nicht aufgeklärt. Das Gehöft wurde 1923 abgebrochen. Am 1. Oktober 1971 wurde Wangen mit seinen Teilorten im Zuge der Gemeindegebietsreform in Bayern nach Waidhofen eingemeindet.